# Koelreuteria
Koelreuteria Laxm. Es un género de plantas fanerógamas  de pequeños árboles o arbustos perteneciente a la familia Sapindaceae, nativos del sur y oriente de Asia (Corea y China).
Género dedicado a  Joseph Gottlieb Kölreuter (1733-1806), botánico alemán, director du jardín botánico de Karlsruhe (1763-86).
Tiene unas 20 especies descritas, pero es muy probable que muchas sean meros sinónimos todavía pendientes de revisión taxonómica

## Especies aceptadas
- Koelreuteria bipinnata Franch.
- Koelreuteria edulis Náves ex Fern.-Vill.
- Koelreuteria elegans (Seem.) A.C.Sm.
- Koelreuteria japonica Hassk.
- Koelreuteria paniculata Laxm.
- Koelreuteria paullinoides L'Hér.
- Koelreuteria vitiensis A.C.Sm.